# Brigada Al-Jabal
La Brigada Al-Jabal (árabe: لواء الجبل , romanizado: Liwā' al-Jabal, lit.  'La Brigada de la Montaña', pronunciación árabe: [/liˈwɑːʔ alˈdʒabal/] ) es una milicia druso-siria que opera principalmente en la Gobernación de As-Suwayda en el sur de Siria. Establecido durante la guerra civil siria, el grupo ha estado involucrado en varias operaciones militares y ha jugado un papel importante en la dinámica de seguridad regional. Sus actividades y liderazgo han atraído la atención tanto local como internacional.

## Fondo
La Brigada Al-Jabal surgió en medio de la fragmentación del conflicto sirio. Su formación reflejó esfuerzos localizados para afirmar el control y proteger a las comunidades en la región predominantemente drusa de al-Suwayda. Si bien inicialmente tenía como objetivo la defensa de la comunidad, el grupo también ha participado en ofensivas contra las fuerzas de la oposición y del gobierno, dependiendo de las alianzas cambiantes del conflicto.

## Actividades
El grupo ha llevado a cabo operaciones militares contra las fuerzas de la oposición, incluidos ataques con cohetes contra sedes del gobierno baazista. La Brigada Al-Jabal también ha participado en la represión de la disidencia dentro de As-Suwayda, lo que refleja su alineación con las fuerzas gubernamentales en algunos casos.

## Liderazgo
El liderazgo del grupo ha sido un foco de disputas locales y regionales. Marhaj al-Jarmani, un destacado líder de la brigada, fue asesinado en julio de 2024 en su casa de As-Suwayda. Su muerte subrayó la precaria posición de los líderes de la milicia y la dinámica volátil de la región.

## Relaciones con otras facciones
Las relaciones de la Brigada Al-Jabal con otras facciones han variado con el tiempo. Si bien en un principio se alineó con las milicias de defensa locales, el grupo también ha cooperado con fuerzas partidarias del gobierno. Sin embargo, las luchas internas por el poder y los cambios de lealtades han provocado en ocasiones tensiones dentro de la comunidad local.